# Simon Weisse
Simon Weisse (geboren 1962 in Berlin) ist ein deutscher Requisiteur, Szenenbildner und Modellbauer.

## Leben
Simon Weisses Vater Leo Weisse arbeitete als Standfotograf in der Filmindustrie.
Weisse studierte an der Kunsthochschule in Montpellier. Er erlernte danach das Bühnenhandwerk bei internationalen Filmproduktionen in deren Werkstätten für Modellbau und Spezialeffekte, 1988 arbeitete er für Terry Gilliams Film Die Abenteuer des Baron Münchhausen in England.
Weisse spezialisierte sich auf die Herstellung von Requisiten und auf Szenenbilder im Miniaturformat. Seine Werkstatt betreibt er in  Berlin-Neukölln, bei aufwendigen Produktionen wird die Werkstatt zeitweise an den Drehort transferiert. Seine ersten Arbeiten im Studio Babelsberg waren im Jahr 1994 Modelle für die Unendliche Geschichte Teil 2 und Unendliche Geschichte Teil 3.
Weisse arbeitete für Filme wie V for vendetta (2005), Speed Racer (2008), Die drei Musketiere (2011) und  Bridge of Spies – Der Unterhändler (2014). Für den Regisseur Wes Anderson baute er Modelle für dessen Filme Grand Budapest Hotel (2014), Isle of Dogs – Ataris Reise (2018) und The French Dispatch (2021).